# Coupe du Maghreb des clubs champions
La Coupe du Maghreb des clubs champions est une ancienne compétition de football qui a opposé, chaque année entre 1970 et 1976, les clubs des pays du Maghreb (Tunisie, Maroc, Algérie et Libye pour la première édition) ayant remporté leur championnat national la saison précédente.
En juin 1968, les fédérations maghrébines de football décident de s'associer pour fonder l'Union Maghrébine de Football (UMF). Deux compétitions sont organisées sous l'égide de cette association pour confronter les clubs des pays qui la composent : l'une oppose à partir de 1969 les clubs champions (Coupe du Maghreb des clubs champions), l'autre oppose à partir de 1970 les vainqueurs de coupes (Coupe du Maghreb des vainqueurs de coupe).
Compétition éphémère organisée à 7 reprises, elle vit l'hégémonie du Club Africain succéder à celle du CR Belouizdad - ces deux clubs remportant respectivement les trois premières et les trois dernières éditions. L'ES Sahel fut intercalée au palmarès grâce à un succès obtenu en 1972 tandis que le Maroc ne fut représenté qu'une seule fois en finale, par le Raja de Beni Mellal.
Ressuscitant la formule adoptée par d'anciennes compétitions qui se tenaient pendant la période coloniale, elle inspirera à son tour les compétitions créées par l'Union Nord-Africaine de Football. (notamment Coupe nord-africaine des clubs champions qui se tint entre 2008 et 2010).

## Historique
La Coupe du Maghreb des clubs champions s'inscrit dans la continuité d'anciennes compétitions qui ont existé pendant la période coloniale dans les territoires français d'Afrique du Nord (Algérie, Maroc, Tunisie).
À compter de la saison 1920-1921 et après une dizaine d'éditions informelles, les clubs champions des 5 ligues régionales nord-africaines (Alger, Oran, Constantine, Tunis et, à partir de 1928, le champion du Maroc) s'affrontent dans un Championnat d'Afrique du Nord de Football - également appelé "Coupe Steeg" en l'honneur du Gouverneur général de l'Algérie, Théodore Steeg, en poste lors de ses premières éditions.
Par la suite elle prit le nom de "Challenge Louis Rivet".
Jusqu'en 1934, ce tournoi prenait la forme d'un dernier carré où se disputaient deux demi-finales puis une finale. Afin d'atteindre un nombre pair de participants, les clubs champions des régions de Constantine et Tunis devaient disputer un match barrage déterminant lequel d'entre eux pourrait accéder en demi-finale.
A la suite de l'indépendance du Maroc et de la Tunisie en 1956, le tournoi est restreint aux clubs champions des trois ligues algériennes avant que ne s'opère la fusion des trois ligues préfigurant ainsi la naissance du Championnat d'Algérie de football.
La Coupe du Maghreb des clubs champions était organisée dans une ville hôte accueillant tous les matchs de la compétition, à l'exception de la finale 1970-1971 qui s'est déroulée sur le format d'une confrontation aller-retour.

## Palmarès
| Édition   | Vainqueur     | Finaliste           | Score            | Lieux        |
| --------- | ------------- | ------------------- | ---------------- | ------------ |
| 1969-1970 | CR Belcourt   | CS Sfax             | 2-2 (4-3 t.a.b.) | Alger        |
| 1970-1971 | CR Belcourt   | ES Tunis            | Championnat      | Aller-Retour |
| 1971-1972 | CR Belcourt   | CS Sfax             | 2-1              | Casablanca   |
| 1972-1973 | ES Sahel      | CR Belcourt         | 2-0              | Tunis        |
| 1973-1974 | Club africain | JS Kabylie          | 2-0              | Alger        |
| 1974-1975 | Club africain | Raja de Beni Mellal | 2-0 ap           | Casablanca   |
| 1975-1976 | Club africain | MC Alger            | 0-0 (4-2 t.a.b.) | Tunis        |

## Bilan

### Bilan par pays
| Pays    | Victoires | Finales perdues | Clubs vainqueurs                |
| ------- | --------- | --------------- | ------------------------------- |
| Tunisie | 4         | 3               | Club africain (3), ES Sahel (1) |
| Algérie | 3         | 3               | CR Belcourt (3)                 |
| Maroc   | 0         | 1               |                                 |
| Libye   | 0         | 0               |                                 |

### Bilan par club
| # | Club                         | Pays    | Victoires | Finales perdues | Années           |
| - | ---------------------------- | ------- | --------- | --------------- | ---------------- |
| 1 | Chabab Riadhi Belcourt       | Algérie | 3         | 1               | 1970, 1971, 1972 |
| 2 | Club africain                | Tunisie | 3         | 0               | 1974, 1975, 1976 |
| 3 | Étoile sportive du Sahel     | Tunisie | 1         | 0               | 1973             |
| 4 | Club sportif sfaxien         | Tunisie | 0         | 2               |                  |
| 5 | Mouloudia Club d'Alger       | Algérie | 0         | 1               |                  |
| - | Raja de Beni Mellal          | Maroc   | 0         | 1               |                  |
| - | Jeunesse sportive de Kabylie | Algérie | 0         | 1               |                  |

## Meilleurs buteurs
4 buts
- Djilali Selmi (CR Belcourt)
- Hamid Boudjenoun (CR Belcourt)

3 buts
- Amri Melki (ES Sahel)
- Abdeljabar Machouche (ES Tunis)
- Moncef Khouini (Club africain)

2 buts
- Hacène Lalmas (CR Belcourt)
- Abdelwahab Trabelsi (CS Sfax)
- Mongi Dalhoum (CS Sfax)
- Jamel Bouhlal (ES Tunis)
- Naceur Cherif (Club africain)
- Ahmed Najeh (Raja de Beni Mellal)

1 but
- Hassen Achour (CR Belcourt)
- Salem Chekroun (CR Belcourt)
- Mokhtar Khalem (CR Belcourt)
- Mustapha Dahleb (CR Belcourt)
- Rabah Gamouh (MO Constantine)
- Rachid Dali (JS Kabylie)
- Zoubir Bachi (MC Alger)
- Ali Sraieb (Club africain)
- Hassen Bayou (Club africain)
- Tahar Chaïbi (Club africain)
- Taoufik Belghith (Club africain)
- Néjib Abada (Club africain)
- Abdallah Hajri (CS Sfax)
- Ali Graja (CS Sfax)
- Habib Trabelsi (CS Sfax)
- Hammadi Agrebi (CS Sfax)
- Abdelhamid Kenzari (ES Tunis)
- Abdelmajid Gobantini (ES Tunis)
- Ben Mrad (ES Tunis)
- El Kamel Ben Abdelaziz (ES Tunis)
- Zoubeir Boughnia (ES Tunis)
- Lotfi Laroussi (ES Tunis)
- Abdesselam Adhouma (ES Sahel)
- Raouf Ben Aziza (ES Sahel)
- Kala (AD Marocaine)
- Hadidi (MC Oujda)
- Hmida Belhiouane (MC Oujda)
- Kamal Smiri (MC Oujda)
- Cherif (Raja de Beni Mellal)
- Ahmed Alaoui (RS Settat)
- Belfoul (RS Settat)

## Regardez encore
- Coupe du Maghreb des vainqueurs de coupe